# Créteil-L'Échat
Créteil-L'Échat è una stazione della linea 8, e in futuro anche della 15, della metropolitana di Parigi.

## La stazione
La stazione venne aperta nel 1973 e serve il nuovo quartiere degli affari de l'Échat. Il nome della stazione deriva dall'antica strada de l'Échat.
La stazione, di superficie, presenta due binari passanti con marciapiede con pensilina posto al centro.

## Interconnessioni
- Bus RATP - 172, 281